# 魏谢灵
魏谢灵是德国巴伐利亚州的一个市镇。总面积24.59平方公里，总人口2397人，其中男性1236人，女性1161人（2011年12月31日），人口密度97人/平方公里。